# بطولة رافا نادال المفتوحة للتنس
بطولة رافا نادال المفتوحة للتنس (بالإنجليزية: Rafa Nadal Open)‏ بطولة احترافية لكرة المضرب تُلعب على الملاعب الصلبة، تُقام «سنويًا» منذ العام 2018 في ماناكور بجزيرة ميورقة الإسبانية. حاليًا جزء من جولة التحدي لرابطة محترفي التنس [الإنجليزية].

## نهائيات

### فردي
| سنة  | البطل          | الوصيف           | النتيجة                |
| ---- | -------------- | ---------------- | ---------------------- |
| 2022 | لوكا ناردي     | زيزو بيرجز       | 7-6 (7-2) ، 3-6 ، 7-5  |
| 2021 | لوكاش لاكو     | ياسوتاكا أوشياما | 5-7 ، 7-6 (10-8) ، 6-1 |
| 2020 | لم تُعقد        | لم تُعقد          | لم تُعقد                |
| 2019 | إميل روسوفووري | ماتيو فيولا      | 6-0 ، 6-1              |
| 2018 | بيرنارد توميتش | ماتياس باشينجر   | 4-6 ، 6-3 ، 7-6 (7-3)  |

### زوجي
| سنة  | الأبطال                             | الوصيف                       | النتيجة            |
| ---- | ----------------------------------- | ---------------------------- | ------------------ |
| 2022 | يوكي بهامبري ساكث مينني             | ماريك جنجيل لوكاس روسول      | 6-2 ، 6-2          |
| 2021 | كارول درزيفيكي سيرجيو مارتوس جورنيس | فرناندو رومبولي يان زيلينسكي | 6–4 ، 4–6 ، [10–3] |
| 2020 | لم تُعقد                             | لم تُعقد                      | لم تُعقد            |
| 2019 | ساندر أرندس ديفيد بيل               | كارول درزيفيكي سيمون فالكوف  | 7-5 ، 6-4          |
| 2018 | ارييل بيهار إنريكي لوبيز بيريز      | دان إيفانز جيرارد جرانولرس   | انسحاب المنافس     |